# خوسيه ماريا دي لا كروز
خوسيه ماريا دي لا كروز (بالإسبانية: José María de la Cruz Prieto)‏ هو عسكري أرجنتيني، ولد في 25 مارس 1799 في كونثبثيون في تشيلي، وتوفي بنفس المكان في 23 نوفمبر 1875.